# Tu planeta Bichos
Tu planeta Bichos o también conocido simplemente como Bichos (anteriormente, Bichos Bichez) fue un programa de televisión colombiano de tipo infantil-juvenil del canal RCN, cuya competencia directa era Play Zone y Club 10 de Caracol Televisión.
El programa transmitió series de canales internacionales Televisa (tales como El Chavo del 8), entre otros.
Cesó sus transmisiones el 9 de septiembre de 2018 para dar paso a la nueva franja infantil de Tacho Pistacho.

## Historia
Bichos reemplazó en programación a la Franja llamada  Jack el Despertador dirigida por Iván Lalinde y Catalina Palomino. Un programa-sitcom que transmitía series de televisión y animes, a lo que se le sumaba varios cortos protagonizados por Amarilla o Violeta. Emitió series animadas, animes y juveniles provenienetes de reconocidos canales internacionales como Nickelodeon, Cartoon Network, Fox Kids, etc.

### Elenco de Jack el Despertador
| Actor            | Personificación        |
| ---------------- | ---------------------- |
| Estefanía Godoy  | Amarilla               |
| Bernardo Duque   | Solo voz               |
| Marcela Jiménez  | Violeta                |
| Richard Martínez | J.T                    |
| Carolina Ramírez | Lila                   |
| Sebastián Rendon | Jack el Despertador #1 |
| Geoffry Ruffel   | Jack el Despertador #2 |
| Variel Sánchez   | Symon                  |
| Jimmy Vázquez    | Juan «JuanChaco»       |

## Bichos
En 2004, Jack el despertador pasó a ser Bichos Bichez, una Franja de programación totalmente reestructurada: Dos nuevos programas Bichos Bichez y Chisgarabís llegaron los fines de semana a la programación del Canal RCN el 25 de septiembre de 2004, para conformar la franja infantil. La franja se emitió los sábados y domingos de seis de la mañana a 12:30 del mediodía.
Los cartoons de Nickelodeon, que también fueron parte de esta sección, son los de mayor éxito en Estados Unidos y México: Bananas en Pijamas, Las Pistas de Blue y Dora, la exploradora, para los más pequeños; Rugrats Crecidos, Los Thornberrys, Bob Esponja y Zona Tiza, para los más grandes.
Chisgarabís es la segunda gran sección de la franja infantil. Es un dramatizado dirigido por Toni Navia y con la actuación de María Angélica Mallarino, Chato Latorre, Yadira Sánchez, Liz Barbosa y Carlos Kaju, entre otros, está encaminada a divertir a la familia y es la encargada de cerrar la franja de seis horas y media de duración. Sin embargo Toni Navia piensa especialmente en los adolescentes: "Me preocupan mucho los muchachos entre los 10 y los 15 años, esa etapa en la que uno no pertenece aquí ni allá, por eso siempre he orientado mis programas hacia esa edad y ha funcionado. Espero que Chisgarabís tenga éxito, que dure mucho, que los niños de hoy crezcan con este programa y que de nuevo pueda dejar huella, como con los programas anteriores".
Navia es recordada en la televisión colombiana como directora de Pequeños Gigantes, Maxi Mini TV y Oki Doki, espacios que escribieron un capítulo en la televisión colombiana. Este espacio está dirigido a toda la familia, a los adultos en general para quienes los niños a veces son un estorbo, para los padres que muchas veces se olvidan de sus hijos por cumplir en sus otras facetas y para los niños y jóvenes que se verán identificados en los personajes de la trama. Sin embargo para la temporada del año 2005 Navia dejó el programa, ese mismo año fue incluido en la parrilla el programa dramatizado de fútbol Juego Limpio.
Bichos Bichez y Chisgarabís son programas realizados con la experiencia de adultos, pero con la asesoría permanente de los niños, que son quienes saben lo que quieren y cómo lo quieren. Bichos Bichez, dirigido por Mariana Ferrer, cuenta con animaciones en tiempo real, concursos interactivos, notas periodísticas, conciertos y, en directo desde el estudio, niños invitados ayudarán a los personajes del dramatizado de El Circo, a darle solución a los conflictos que se plantean cada día y a realizar juegos e instructivos talleres.
La temporada siguiente de la Franja Infantil y Familiar se llamó BICHOS, y consistía en un contenedor de programación más familiar caracterizado por los Juegos en Directo para toda la Familia. Bichos con nuevos personajes y nuevas series juveniles y de animes, en ese entonces han pasado varios conductores solamente Jorge Arturo Pérez ha estado las últimas temporadas.
A partir de ese año, la programación de sus series cambió pasando a ser más variada pero también de diferentes cadenas internacionales como las ya mencionadas Nickelodeon, Disney Channel, Cartoon Network y Televisa, además, desde su cambio en 2004 a Bichos Bichez, este programa tuvo un segmento denominado La Franja Nick, que era un espacio dentro del programa dedicado a emitir series animadas de la cadena estadounidense Nickelodeon, pero fue desapareciendo al ir cambiando el programa en 2006, cuando pasó a llamarse simplemente Bichos.

### Presentadores
| Presentador                       | Personificación |
| --------------------------------- | --- |
| Salomé Camargo Fadul (2012-2018)  | Debutó como participante del concurso El Factor XS en el 2011, actuó en la telenovela Diomedes, el cacique de la junta como la hermana de Diomedes en su infancia. |
| Jessica Bohórquez (2012-2017)     | Debutó en el 2007, como presentadora de Bichos cuando tenía 11 años de edad. Presentaba al lado de Jorge "Tomillo" Pérez, Valentina Lizcano, Carolina García, Astrid Ramírez, Margarita Vega, Juan José Quintero, Javier Ramírez Espinosa, Camilo Echeverry, entre otros. |
| Juan Sebastián Parada (2012-2017) | Debutó desde niño como actor y forma parte del elenco de Tu Planeta Bichos |